# René Garrec
René Garrec, né le 24 décembre 1934 à Lanvéoc (Finistère) et mort le 12 octobre 2023 à Paris,,, est un homme politique français, député puis sénateur du Calvados. Il est aussi président du conseil régional de Basse-Normandie. Membre du PPDF et de Démocratie libérale au sein de l'UDF, il a rejoint l'UMP en 2002.

## Biographie
Natif de Bretagne, c'est en Normandie que René Garrec fait carrière après avoir passé 30 mois en Algérie comme officier engagé. Licencié en droit, titulaire d'un DES de droit public et d'économie politique, et diplômé de l'Institut d'administration des entreprises de Caen (IAE), il devient assistant puis chargé de cours en économie à l'université de Caen Basse-Normandie. En 1969, il est élu conseiller municipal de Caen.
Par la suite, sa carrière est indissociable de celle de Michel d'Ornano, influent maire de Deauville. Il suit en effet ce dernier au ministère de l'Industrie, puis de la Culture et de l'Environnement comme chargé de mission. En 1986, Garrec prend sa place à la région Basse-Normandie, et reste président du conseil régional pendant 18 ans, avant d'être battu en 2004 par le socialiste Philippe Duron, qui profite de l'usure du pouvoir, et de la division de la droite régionale entre René Garrec et l'UDF Philippe Augier.
Élu député du Calvados en 1988, réélu en 1993 contre Olivier Stirn avec 55,25 % des suffrages, il est battu de peu en juin 1997 par le radical Alain Tourret. Devenu sénateur du Calvados le 27 septembre 1998, il a été réélu le 21 septembre 2008, ne devançant que de 62 voix la socialiste Clotilde Valter, grâce au maintien au second tour de la candidate des Verts, Josiane Lowy. Son suppléant au Sénat est Pascal Allizard, Maire de Condé-sur-Noireau et Vice-Président d'Anne d'Ornano au Conseil général du Calvados. Le 1er octobre, bien que n'ayant pas été candidat au « plateau », il recueille 19 suffrages lors de l'élection du président du Sénat, finalement gagnée par l'ancien ministre Gérard Larcher,. Il a aussi présidé la commission des lois du Sénat, puis été premier questeur du Sénat et ensuite second questeur.
Proche de Jacques Chirac et de Jean-Pierre Raffarin, il entre, en parallèle, au Conseil d'État, comme maître des requêtes, puis conseiller d'État en 1997. Il a fait valoir ses droits à la retraite en 2000.
Il n'est pas candidat à sa succession au Sénat lors du renouvellement de septembre 2014 mais accorde son soutien à la liste de Pascal Allizard.
Il meurt le 12 octobre 2023, âgé de 88 ans.

## Anciens mandats
- Conseiller général du Calvados ;
- Député de la 6e circonscription du Calvados du 12 juin 1988 au 21 avril 1997 ;
- Membre de l'Office parlementaire d'évaluation de la législation ;
- Président du conseil régional de Basse-Normandie ;
- Conseiller municipal de Caen.
- Sénateur du Calvados du 27 septembre 1998 au 30 septembre 2014;
  - Questeur du 6 octobre 2004 au 30 septembre 2011 ;
  - Membre de la commission des lois constitutionnelles, de la législation, du suffrage universel, du règlement et d'administration générale ;
  - Président de la commission nationale des centres culturels de rencontre.

## Justice
René Garrec est mis en examen en janvier 2017 dans l'affaire de l'Union républicaine du Sénat (URS).